# Thụy Khuê (nhà phê bình)
Thụy Khuê tên thật là Vũ Thị Tuệ sinh năm 1944 tại làng Doanh Châu, xã Hải Đông, huyện Hải Hậu, tỉnh Nam Định, là một nhà báo, một nhà biên khảo và một nhà phê bình văn học.
Viết tiểu luận văn học từ 1985
Ðã in bài trên các báo Tự Do (Pháp & Bỉ), Văn Học (Hoa Kỳ), Thông Luận (Pháp), Thế Kỷ 21 (Hoa Kỳ), Người Việt (Hoa Kỳ), Diễn Ðàn (Pháp), Hợp Lưu (Hoa Kỳ), Phụ Nữ Diễn Ðàn (Hoa Kỳ)...
Cộng tác với đài RFI (Radio France Internationale) trong chương trình Văn Học Nghệ Thuật (1990-2009)

## Tiểu sử
Năm 1954 bà theo gia đình di cư vào Nam. Tháng 9 năm 1962 bà sang Pháp du học. Hai mươi hai năm sau bà về nước lần thứ hai vào năm 1984 và trong chuyến đi này theo bà kể lại đã để lại dấu ấn sâu đậm vì đã xa nhà từ lúc 18 tuổi. Cũng từ lần về nước này đã khiến bà có ý định viết lách. Thụy Khuê bắt đầu viết tiểu luận phê bình văn học từ năm 1987. Bà được biết tới nhiều khi phụ trách chương trình Văn học Nghệ thuật của đài Phát thanh Quốc tế Pháp RFI từ tháng 12 năm 1990 cho đến tháng 3 năm 2009.